# Danijel Djurić
Danijel Dejan Djurić (Varna, 5 gennaio 2003) è un calciatore islandese, attaccante dell'Istria 1961 e della nazionale islandese.

## Biografia
Nato in Bulgaria, da madre bulgara e padre serbo, si trasferisce in Islanda a soli due anni. Suo padre è un ex calciatore.

## Carriera

### Club
Cresciuto calcisticamente nei settori giovanili dei club ove giocava il padre (Hvöt Blönduós e Breiðablik), nel 2019 si trasferisce in Danimarca al Midtjylland. Nel 2022 torna in patria al Víkingur. Nel 2025 lascia la squadra islandese per trasferirsi all'Istria 1961, club di massima serie croata.

### Nazionale
Vanta 3 presenze con la nazionale maggiore islandese.

## Statistiche

### Cronologia presenze e reti in nazionale
| Cronologia completa delle presenze e delle reti in nazionale ― Islanda | Cronologia completa delle presenze e delle reti in nazionale ― Islanda | Cronologia completa delle presenze e delle reti in nazionale ― Islanda | Cronologia completa delle presenze e delle reti in nazionale ― Islanda | Cronologia completa delle presenze e delle reti in nazionale ― Islanda | Cronologia completa delle presenze e delle reti in nazionale ― Islanda | Cronologia completa delle presenze e delle reti in nazionale ― Islanda | Cronologia completa delle presenze e delle reti in nazionale ― Islanda |
| Data                                                                   | Città                                                                  | In casa                                                                | Risultato                                                              | Ospiti                                                                 | Competizione                                                           | Reti                                                                   | Note                                                                   |
| ---------------------------------------------------------------------- | ---------------------------------------------------------------------- | ---------------------------------------------------------------------- | ---------------------------------------------------------------------- | ---------------------------------------------------------------------- | ---------------------------------------------------------------------- | ---------------------------------------------------------------------- | ---------------------------------------------------------------------- |
| 16-11-2022                                                             | Hwaseong                                                               | Corea del Sud                                                          | 1 – 0                                                                  | Islanda                                                                | Amichevole                                                             | -                                                                      | 73’                                                                    |
| 8-1-2023                                                               | Albufeira                                                              | Estonia                                                                | 1 – 1                                                                  | Islanda                                                                | Amichevole                                                             | -                                                                      | 75’                                                                    |
| 12-1-2023                                                              | Faro                                                                   | Svezia                                                                 | 2 – 1                                                                  | Islanda                                                                | Amichevole                                                             | -                                                                      | 70’                                                                    |
| Totale                                                                 |                                                                        | Presenze                                                               | 3                                                                      |                                                                        | Reti                                                                   | 0                                                                      |                                                                        |

## Palmarès

### Club

#### Competizioni nazionali
- Coppa d'Islanda: 2

Víkingur: 2022, 2023
- Campionato islandese: 1

Víkingur: 2023
- Supercoppa d'Islanda: 1

Víkingur: 2024